# ایبلچکوف (دهانه)

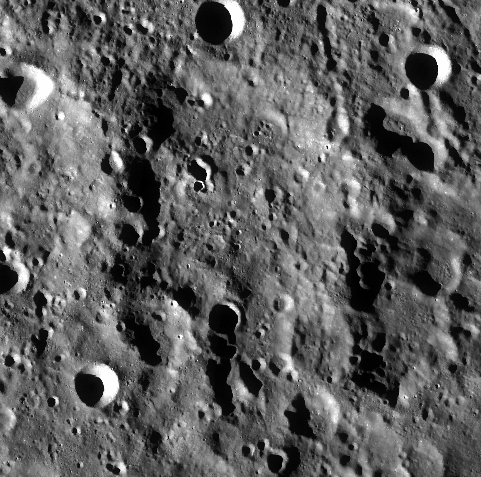
تصویر این دهانه

ایبلچکوف یک دهانه برخوردی در ماه‌ است.

## دهانه‌های اقماری
این دهانه ۱ دهانه اقماری دارد.
| Yablochkov | عرض جغرافیایی | طول جغرافیایی | قطر          |
| ---------- | ------------- | ------------- | ------------ |
| U          | ۶۱.۹° N       | ۱۲۰.۸° E      | ۳۰.۰ کیلومتر |